# Duettgébics
A duettgébics (Telophorus zeylonus) a madarak osztályának verébalakúak (Passeriformes) rendjébe és a bokorgébicsfélék (Malaconotidae) családjába tartozó faj.

## Rendszerezése
A fajt Carl von Linné svéd természettudós írta le 1766-ban, a Turdus nembe Turdus zeylonus néven. Sorolták a Malaconotus nembe Malaconotus zeylonus néven is.

## Alfajai
- Telophorus zeylonus phanus (Hartert, 1920)
- Telophorus zeylonus restrictus Irwin, 1968
- Telophorus zeylonus thermophilus Clancey, 1960
- Telophorus zeylonus zeylonus (Linnaeus, 1766)[2]

## Előfordulása
Afrika déli részén, Angola, Botswana, a Dél-afrikai Köztársaság, Lesotho, Mozambik, Namíbia, Szváziföld és Zimbabwe területén honos.
Természetes élőhelyei a szubtrópusi vagy trópusi szavannák és cserjések, valamint ültetvények és városi környezet. Állandó, nem vonuló faj.

## Megjelenése
Testhossza 24 centiméter, testtömege 48-76 gramm.
|  |

## Természetvédelmi helyzete
Az elterjedési területe rendkívül nagy, egyedszáma 670-6700 példány közötti, viszont stabil. A Természetvédelmi Világszövetség Vörös listáján nem fenyegetett fajként szerepel.